# ジェームズ・フランコ
ジェームズ・フランコ（英語: James Franco、 1978年4月19日 - ）は、アメリカ合衆国の俳優、作家、映画監督。

## 生い立ち
カリフォルニア州パロアルト出身。父親のダグ・フランコはポルトガル及びスウェーデン系、母親のベッツィ（旧姓ヴァーン）はロシア出身のユダヤ系の詩人及び作家。母方の祖母はオハイオ州の美術館のオーナー。弟が2人（トム、デイヴ）いる。
カリフォルニア大学ロサンゼルス校（UCLA）で英文学を学んでいたが、在学中に演技に興味を持ったのをきっかけに大学を中退し、ロサンゼルスに移った。

## キャリア
1999年、『25年目のキス』で映画初出演。同年放送開始のテレビシリーズ『フリークス学園』で人気となる。2001年にテレビ映画『DEAN/ディーン』でジェームズ・ディーンを演じゴールデングローブ賞（ミニシリーズ・テレビ映画部門）を受賞、エミー賞にもノミネートされた。
2002年、『スパイダーマン』シリーズのハリー・オズボーン役で世界的に知られるようになる（主人公のピーター役のオーディションを受けていた）。
2008年、コメディ映画『スモーキング・ハイ』で麻薬ディーラーをコミカルに演じゴールデングローブ賞 主演男優賞（ミュージカル・コメディ部門）にノミネートされ、同年公開の『ミルク』ではスコット・スミスを演じてインディペンデント・スピリット賞助演男優賞を受賞した。また、この年グッチの香水のモデルを務めた。

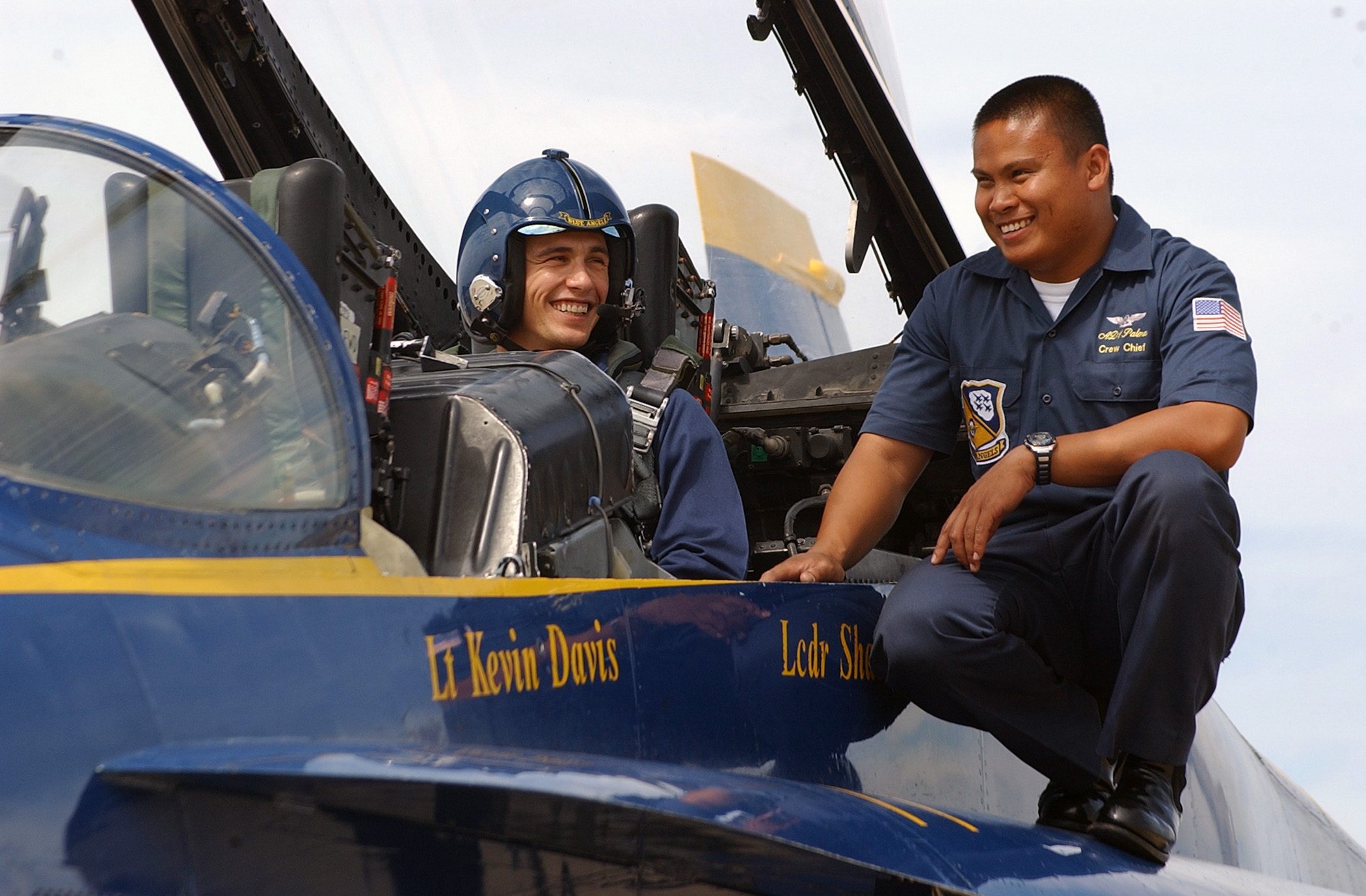
ブルーエンジェルスに搭乗するフランコ（2006年）

2010年、『127時間』でアーロン・ラルストンを演じアカデミー主演男優賞にノミネートされた。また第83回アカデミー賞ではアン・ハサウェイと共に司会を務めた。
2013年、映画『オズ はじまりの戦い』では、『スパイダーマン』のサム・ライミ監督と再びタッグを組む。
同年公開の映画『スプリング・ブレイカーズ』における演技が批評家に絶賛され、多くの映画賞にノミネートされた。
2017年、自身が製作・監督・主演を務めたコメディ映画『ディザスター・アーティスト』で、第75回ゴールデングローブ賞 主演男優賞（ミュージカル・コメディ部門）受賞。授賞式の翌日、5人の女性から過去のセクシャルハラスメントを告発された。翌年の2019年にも彼が経営していた演技学校の生徒たちにも同様の訴訟が起こされて以降、映画界から追放状態になっている。

## 私生活

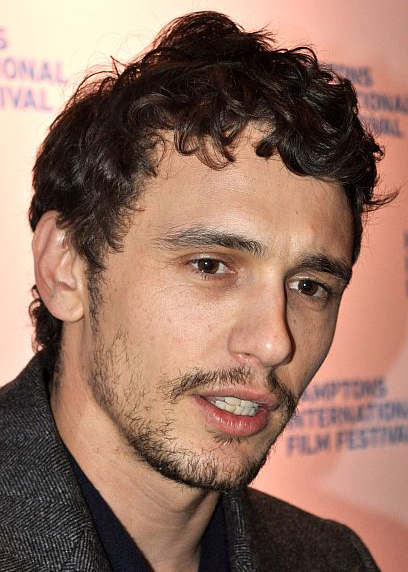
2010年

勉強好きとして知られている。2006年にカリフォルニア大学ロサンゼルス校（UCLA）に再入学し、2008年に優秀な成績で卒業。その後ニューヨーク大学、コロンビア大学、ブルックリン・カレッジに同時入学。演出、文学、文芸表現学のコースをそれぞれ受講し、2010年にコロンビア大学芸術大学院修士号、2011年にニューヨーク大学芸術学部修士号を取得した。2012年現在、イェール大学大学院博士課程に在籍するかたわら、ニューヨーク大学大学院で映画学科の教鞭をとっている。
映画『フライボーイズ』に出演するにあたり、教習に通い自家用操縦士免許を取得した。

### 交友関係
『フリークス学園』で共演したコメディ俳優のセス・ローゲンと親しく、『スモーキング・ハイ』で再共演を果たしたほか、セスの出演作品に度々カメオ出演している。また、エマ・ワトソン、ジョナ・ヒル等と共演する2013年公開のセス・ローゲン初監督映画『ディス・イズ・ジ・エンド 俺たちハリウッドスターの最凶最期の日』は、フランコの自宅が舞台となっている。
過去に『学園天国』で共演したマーラ・ソコロフと交際していた。女優のアーナ・オレイリーと約5年間交際していたが、2011年に破局した。

## 小説
2013年に初の長編小説Actors Anonymousが発売される。

## 主な出演作品

### 映画
| 年   | 日本語題 原題                                                                 | 役名                                  | 備考 | 吹き替え                            |
| ---- | ----------------------------------------------------------------------------- | ------------------------------------- | --- | ----------------------------------- |
| 1999 | 25年目のキス Never Been Kissed                                                | ジェイソン・ウェイ                    | | 樫井笙人                            |
| 2000 | 学園天国 Whatever It Takes                                                    | クリス・キャンベル                    | |                                     |
| 2001 | DEAN/ディーン James Dean                                                      | ジェームズ・ディーン                  | テレビ映画 ゴールデングローブ賞主演男優賞（ミニシリーズ・テレビ映画部門） 受賞 エミー賞主演男優賞（ミニシリーズ・テレビ映画部門） ノミネート                                          | 真殿光昭                            |
| 2002 | スパイダーマン Spider-Man                                                     | ハリー・オズボーン                    | | 鉄野正豊                            |
| 2002 | デュースワイルド Deuces Wild                                                  | ティノ                                | | 古屋道秋                            |
| 2002 | 容疑者 City by the Sea                                                        | ジョーイ・ラマーカ                    | | 川島得愛                            |
| 2002 | SONNY ソニー Sonny                                                            | ソニー・フィリップス                  | | 鉄野正豊                            |
| 2003 | バレエ・カンパニー The Company                                                | ジョシュ                              | | 三木眞一郎                          |
| 2004 | スパイダーマン2 Spider-Man 2                                                  | ハリー・オズボーン                    | | 鉄野正豊                            |
| 2005 | ジェームズ・フランコ VS エイプ The Ape                                        | ハリー・ウォーカー                    | 兼監督・製作総指揮・脚本 | 鉄野正豊                            |
| 2005 | グレート・レイド 史上最大の作戦 The Great Raid                                | ロバート・プリンス大尉                | |                                     |
| 2005 | Fool's Gold                                                                   | ブレント                              | 兼監督・脚本 | N/A                                 |
| 2006 | トリスタンとイゾルデ Tristan & Isolde                                         | トリスタン                            | | 平田広明                            |
| 2006 | アナポリス 青春の誓い Annapolis                                               | ジェイク・ヒュアード                  | | 落合弘治                            |
| 2006 | ウィッカーマン The Wicker Man                                                 | バーの男                              | |                                     |
| 2006 | フライボーイズ Flyboys                                                        | ブライアン・ローリングス              | | 置鮎龍太郎                          |
| 2006 | ホリデイ The Holiday                                                          | 本人役                                | カメオ出演（クレジットなし） |                                     |
| 2006 | The Dead Girl                                                                 | デレク                                | | N/A                                 |
| 2007 | アメリカン・クライム An American Crime                                        | アンディ                              | | 杉山大                              |
| 2007 | Finishing the Game                                                            | ディーン・シロ / “ロブ・フォース”     | | N/A                                 |
| 2007 | 無ケーカクの命中男/ノックトアップ Knocked Up                                  | 本人役                                | カメオ出演（クレジットなし） |                                     |
| 2007 | スパイダーマン3 Spider-Man 3                                                  | ハリー・オズボーン / ニュー・ゴブリン | | 鉄野正豊                            |
| 2007 | 狼たちの激闘 Good Time Max                                                    | マックス・ヴァービンスキー            | 兼監督・脚本 | （吹き替え版なし）                  |
| 2007 | 告発のとき In the Valley of Elah                                              | ダン・カーネリー軍曹                  | | 桐本琢也                            |
| 2008 | スモーキング・ハイ Pineapple Express                                          | ソール・シルヴァー                    | ゴールデングローブ賞 主演男優賞（ミュージカル・コメディ部門） ノミネート | 竹若拓磨                            |
| 2008 | 最後の初恋 Nights in Rodanthe                                                 | マーク・フラナー                      | カメオ出演 | 花輪英司                            |
| 2008 | ミルク Milk                                                                   | スコット・スミス                      | インディペンデント・スピリット賞助演男優賞 受賞 | 加瀬康之                            |
| 2008 | Camille                                                                       | シリアス                              | | N/A                                 |
| 2010 | Howl                                                                          | アレン・ギンズバーグ                  | | N/A                                 |
| 2010 | デート & ナイト Date Night                                                    | テイスト・トリプルホーン              | | 勝杏里                              |
| 2010 | 食べて、祈って、恋をして Eat Pray Love                                        | デヴィッド                            | | 加瀬康之                            |
| 2010 | 127時間 127 Hours                                                             | アーロン・ラルストン                  | アカデミー賞 主演男優賞 ノミネート ゴールデングローブ賞 主演男優賞（ドラマ部門） ノミネート インディペンデント・スピリット賞主演男優賞 受賞 ラスベガス映画批評家協会賞主演男優賞 受賞 | 加瀬康之                            |
| 2011 | グリーン・ホーネット The Green Hornet                                         | ダニー・“クリスタル”・クリア          | カメオ出演（クレジットなし） | 小西克幸                            |
| 2011 | ロード・オブ・クエスト ドラゴンとユニコーンの剣 Your Highness                 | ファビアス                            | ゴールデンラズベリー賞最低助演男優賞 ノミネート | 高橋広樹                            |
| 2011 | The Broken Tower                                                              | ハート・クレイン                      | 兼監督・脚本 | N/A                                 |
| 2011 | 猿の惑星: 創世記 Rise of the Planet of the Apes                               | ウィル・ロッドマン                    | | 関智一                              |
| 2012 | チェリーについて About Cherry                                                 | フランシス                            | | （吹き替え版なし）                  |
| 2012 | THE ICEMAN 氷の処刑人 The Iceman                                              | マーティ                              | | 金子修                              |
| 2012 | スプリング・ブレイカーズ Spring Breakers                                      | エイリアン                            | 全米映画批評家協会賞助演男優賞 受賞 ロサンゼルス映画批評家協会賞助演男優賞 受賞 セントラルオハイオ映画批評家協会賞助演男優賞 受賞 サンフランシスコ映画批評家協会賞助演男優賞 受賞     | 桐本琢也                            |
| 2012 | パラノイド・シンドローム The Letter                                           | タイロン                              | |                                     |
| 2012 | スパークリング・デイズ Tar                                                    | C・K・ウィリアムズ（現在）            | 兼製作 |                                     |
| 2013 | ラヴレース Lovelace                                                           | ヒュー・ヘフナー                      | カメオ出演 | 前田一世                            |
| 2013 | オズ はじまりの戦い Oz: the Great and Powerful                                | オスカー・ディグス / オズ             | | 花輪英司                            |
| 2013 | As I Laying                                                                   | ダール・バンダレン                    | 兼監督・脚本・製作 | N/A                                 |
| 2013 | ディス・イズ・ジ・エンド 俺たちハリウッドスターの最凶最期の日 This Is the End | 本人役                                | | 植野行雄                            |
| 2013 | パロアルト・ストーリー Palo Alto                                              | ミスター・B                           | | （吹き替え版なし）                  |
| 2013 | チャイルド・オブ・ゴッド Child of God                                         | ジェリー                              | 兼監督・脚本 | （吹き替え版なし）                  |
| 2013 | サード・パーソン Third Person                                                 | リック                                | | 内田夕夜                            |
| 2013 | バトルフロント Homefront                                                      | ゲイター・ボーダイン                  | | 咲野俊介                            |
| 2014 | ヴェロニカ・マーズ ［ザ・ムービー］ Veronica Mars                             | 本人役                                | カメオ出演（クレジットなし） | （吹き替え版なし）                  |
| 2014 | 猿の惑星: 新世紀 Dawn of the Planet of the Apes                               | ウィル・ロッドマン                    | カメオ出演（クレジットなし） | 関智一                              |
| 2014 | パーフェクト・プラン Good People                                              | トム・ライト                          | | 日野聡                              |
| 2014 | The Sound and the Fury                                                        | ベンジー・コンプソン                  | 兼監督 | 日本未公開                          |
| 2014 | ザ・インタビュー The Interview                                                | デヴィッド・スカイラーク              | 兼製作総指揮 | （吹き替え版なし）                  |
| 2015 | トゥルー・ストーリー True Story                                               | クリスチャン・ロンゴ                  | | （吹き替え版なし）                  |
| 2015 | アラビアの女王 愛と宿命の日々 Queen of the Desert                             | ヘンリー・カドガン                    | 2017年日本公開 | （吹き替え版なし）                  |
| 2015 | 誰のせいでもない Every Thing Will Be Fine                                     | トマス                                | | （吹き替え版なし）                  |
| 2015 | ディスクローズ 葬られた秘密 Wild Horses                                       | ベン・ブリッグス                      | | 遠藤航（ソフト版） 土田大（配信版） |
| 2015 | サスペクツ・ダイアリー すり替えられた記憶 The Adderall Diaries                | スティーヴン・エリオット              | | 三上哲                              |
| 2015 | リトルプリンス 星の王子さまと私 The Little Prince                             | キツネ                                | 声の出演 | 伊勢谷友介                          |
| 2015 | ナイト・ビフォア 俺たちのメリーハングオーバー The Night Before                | 本人役                                | | 前田一世                            |
| 2016 | ゴート Goat                                                                   | ミッチ                                | 兼製作 | （吹き替え版なし）                  |
| 2016 | ソーセージ・パーティー Sausage Party                                          | 麻薬中毒者                            | 声の出演 | 佐藤せつじ                          |
| 2016 | バーン・カントリー Burn Country                                               | リンジー                              | |                                     |
| 2016 | スリープ・ウィズ・ヴァンパイア Mother, May I Sleep with Danger?               | セオ                                  | テレビ映画 兼製作総指揮 | 桐本拓哉                            |
| 2016 | 疑わしき戦い In Dubious Battle                                                | マック・マクレオド                    | 兼監督・製作 | （吹き替え版なし）                  |
| 2016 | ウェディング・バトル アウトな男たち Why him?                                  | レアード                              | | 檜山修之                            |
| 2017 | 狂人ドクター The Institute                                                    | ドクター・ケイルン                    | 兼監督・製作総指揮 | （吹き替え版なし）                  |
| 2017 | ディザスター・アーティスト The Disaster Artist                                | トミー・ウィソー                      | 兼監督・製作 ゴールデングローブ賞主演男優賞 (ミュージカル・コメディ部門) 受賞 | （吹き替え版なし）                  |
| 2017 | エイリアン: コヴェナント Alien: Covenant                                      | ジェイコブ・ブランソン                | カメオ出演（クレジットなし） | 森川智之                            |
| 2017 | ザ・ボルト The Vault                                                          | エド                                  | 別題『ザ・ボルト 金庫強奪』 | （吹き替え版なし）                  |
| 2018 | フューチャーワールド Future World                                             | ウォーロード                          | 兼監督・製作 | 加瀬康之                            |
| 2018 | KIN/キン Kin                                                                  | テイラー・バリック                    | | （吹き替え版なし）                  |
| 2018 | バスターのバラード The Ballad of Buster Scruggs                               | カウボーイ                            | 「アルゴドネス付近」 | 小松史法                            |
| 2018 | プリテンダーズ ふたりの映画ができるまで The Pretenders                        | マクスウェル                          | 兼監督 | （吹き替え版なし）                  |
| 2019 | ゼロヴィル: ハリウッドに憑かれた男 Zeroville                                  | ヴィカー                              | 兼監督 | 加瀬康之                            |
| 2019 | 氷の国のスイフティ 北極危機一髪! Arctic Dogs                                  | レミー                                | 声の出演 | 水野駿太郎                          |
| 2024 | ラルゴ・ウィンチ 帝国の崩壊 The Price of Money: A Largo Winch Adventure       | エツィオ・バーントウッド              | | （吹き替え版なし）                  |
| 2024 | Hey Joe                                                                       | Dean Barry                            | | N/A                                 |
| TBA  | The Long Home                                                                 | Dallas Hardin                         | 兼監督・製作 ポストプロダクション |                                     |
| TBA  | Kill the Czar                                                                 |                                       | ポストプロダクション |                                     |

### テレビ
| 年                     | 日本語題 原題                                | 役名                                                | 備考                                | 吹き替え           |
| ---------------------- | -------------------------------------------- | --------------------------------------------------- | ----------------------------------- | ------------------ |
| 1999-2000              | フリークス学園 Freaks and Geeks              | ダニエル・デサリオ                                  | 計18話出演                          | 鈴木正和           |
| 2001                   | X-ファイル The X-Files                       | Officer No. 2                                       | 第8シーズン第8話「透視」            | （台詞なし）       |
| 2008, 2009, 2014, 2017 | サタデー・ナイト・ライブ Saturday Night Live | 本人 / ホスト                                       | 計4話出演                           | （吹き替え版なし） |
| 2010                   | 30 ROCK/サーティー・ロック 30 Rock           | 本人役                                              | 第4シーズン第9話「Klaus and Greta」 | （吹き替え版なし） |
| 2016                   | 11.22.63                                     | ジェイク・エッピング                                | ミニシリーズ、計8話出演 兼製作      | 土田大             |
| 2017-2019              | DEUCE/ポルノストリート in NY The Deuce       | ヴィンセント・マルティーノ フランキー・マルティーノ | 兼製作総指揮 計4話監督              | 土田大             |